# Luže
Město Luže (j. č., tedy: ta Luže, do Luže, v Luži; německy Lusche) se nachází v okrese Chrudim, kraj Pardubický, přibližně osmnáct kilometrů jihovýchodně od Chrudimi a šest kilometrů severozápadně od Skutče. Žije zde přibližně 2 600 obyvatel. Luže leží na přechodu Českomoravské vysočiny do roviny. V blízkém okolí se vypínají četné kopce, z nich Klapálka (314 m) a Poklona u Střemošic (445 m) jsou nejvýraznější. Nadmořská výška města je 309 metrů, pata kostela Panny Marie Pomocnice křesťanů na Chlumku je ve výšce 334 metrů a nejnižší místo je při vstupu Novohradky (dříve Olšinky) na půdu lozickou. Centrum města bylo v roce 1990 vyhlášeno městskou památkovou zónou.

## Historie
První písemná zmínka o městě pochází z roku 1141 a nachází se v listině, kterou olomoucký biskup Zdík daroval jisté statky v Luži klášteru litomyšlskému. Také listina brněnského kláštera připomíná roku 1240 svědka jménem Ortvinus da Lusche. Roku 1349 patřila Luže k biskupství litomyšlskému. V roce 1350 a 1372 se připomíná jako městečko nehrazené. Zdeněk Nejedlý v knize Litomyšlsko I/280 uvádí, že v roce 1419 byl komorníkem při biskupství litomyšslském Beneš z Luže.
Český král Ladislav Pohrobek v roce 1454 prodal Janu Pardusovi z Horky zboží rychmburské, k němuž patřil v Luži jeden poddaný, který platil úrok (úročník). Tak zapsal K. V. Adámek ve své knize Chrudimsko 15. Pravopisně se píše ve starých dobách Luože, Luožie, v Lužj, Lužie, latinsky Luza, Luzy, Luze, německy Lusche.
Nezachovaly se žádné písemné zprávy o tom, kdy byla Luže prohlášena městem. P. Oliva uvádí, že to bylo v roce 1855. To by souhlasilo, neboť ještě v tomto roce je v zápisech obecního výboru psáno, aby se radnice v městečku opravila. V téže knize protokolu se však od roku 1857 a v dalších letech objevuje již zápis: „a obec města Luže“. Ve starých písemných dokladech se píše buď „městs“ (městys) nebo „městečko“.

### Městská privilegia

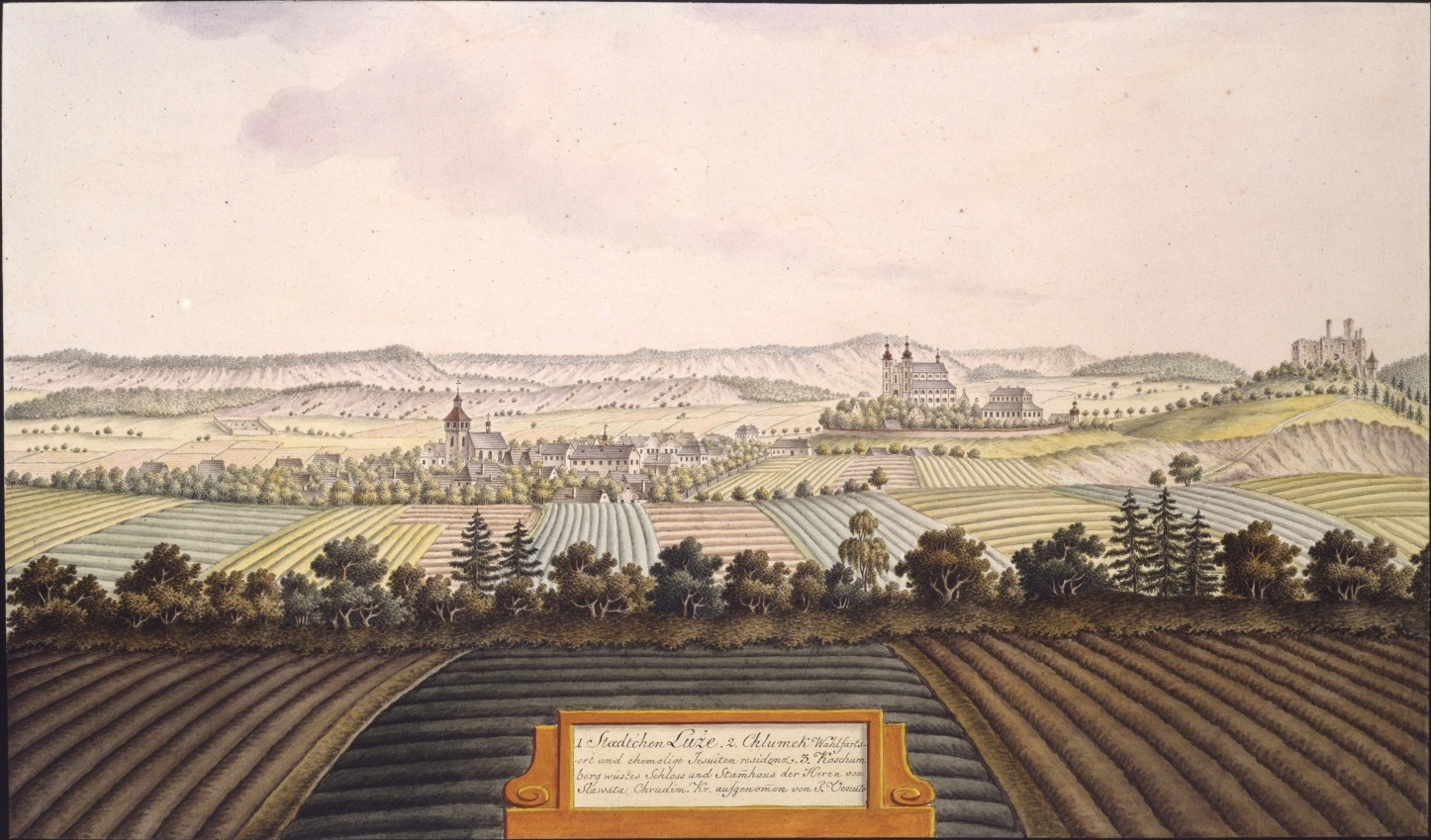
Pohled na městečko Luže, poutní kostel na Chlumku a zříceninu Košumberk (kresba Johanna Venuta z počátku 19. století)

Luže byla malým městečkem na panství košumberském, ale měla výsady jako města velká. Udíleli je buď panovníci nebo majitelé panství košumberského. Tyto výsady byly velkým přínosem pro hospodářský rozvoj městečka a pro obecní pokladnu. Bylo to právo týdenních a výročních trhů (jarmarků), trhu na vlnu, prodej soli a železa, čepování piva a vína, svobodné živnosti, hrdelní soudy, právo vybírat mýtné na mostě aj. To vše způsobilo, že se v Luži usazovali zdatní řemeslníci a obchodníci, přicházelo sem množství lidí z okolních vesnic a mnohdy i dosti vzdálených míst, kteří zde utratili hodně peněz. Když se měly v Luži konat trhy, vysílalo město zvláštní posly – do Skutče, Chrasti, Vysokého Mýta, Litomyšle, Chrudimi a jinam, aby tam oznámili konání trhů.
V obci se narodil spoluzakladatel Masarykovy „realistické strany“ Josef Gruber.
Od 23. ledna 2007 byl obci vrácen status města.

## Místní části
- Luže
- Bělá
- Brdo
- Dobrkov
- Doly
- Domanice
- Košumberk
- Rabouň
- Radim
- Srbce
- Voletice
- Zdislav

## Pamětihodnosti
- Hrad Košumberk, zřícenina, hradní muzeum
- Kaple Čtrnácti pomocníků
- Kaple se sochou svatého Jana Nepomuckého
- Poutní kostel Panny Marie na Chlumku
- Kostel svatého Bartoloměje
- Synagoga
- Židovský hřbitov
- Radnice na náměstí plk. Koukala
- Fara

## Galerie

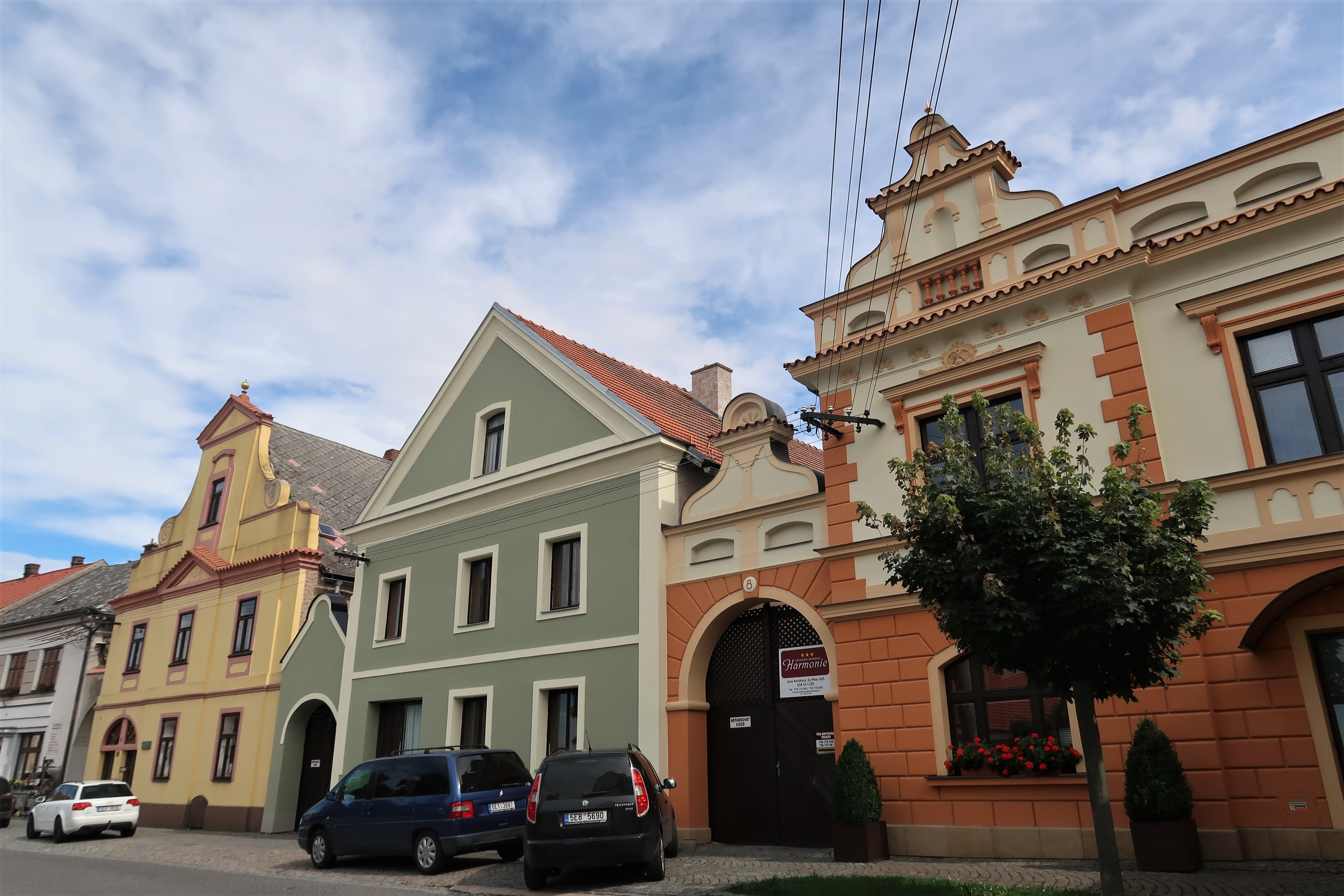
Východní čát Náměstí Plukovníka Josefa Koukala
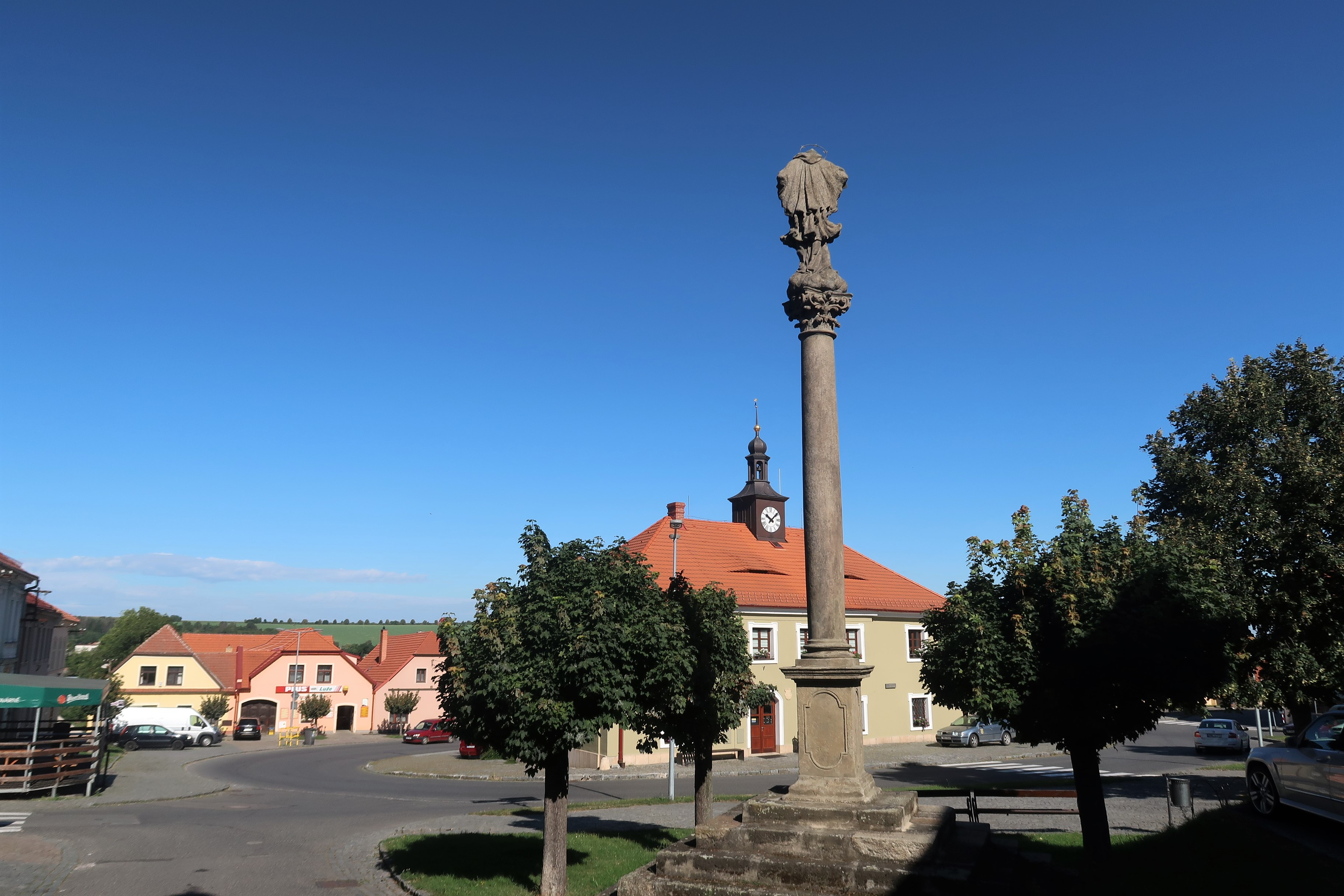
Náměstí Plukovníka Josefa Koukala se sochou sv. Jana Nepomuckého
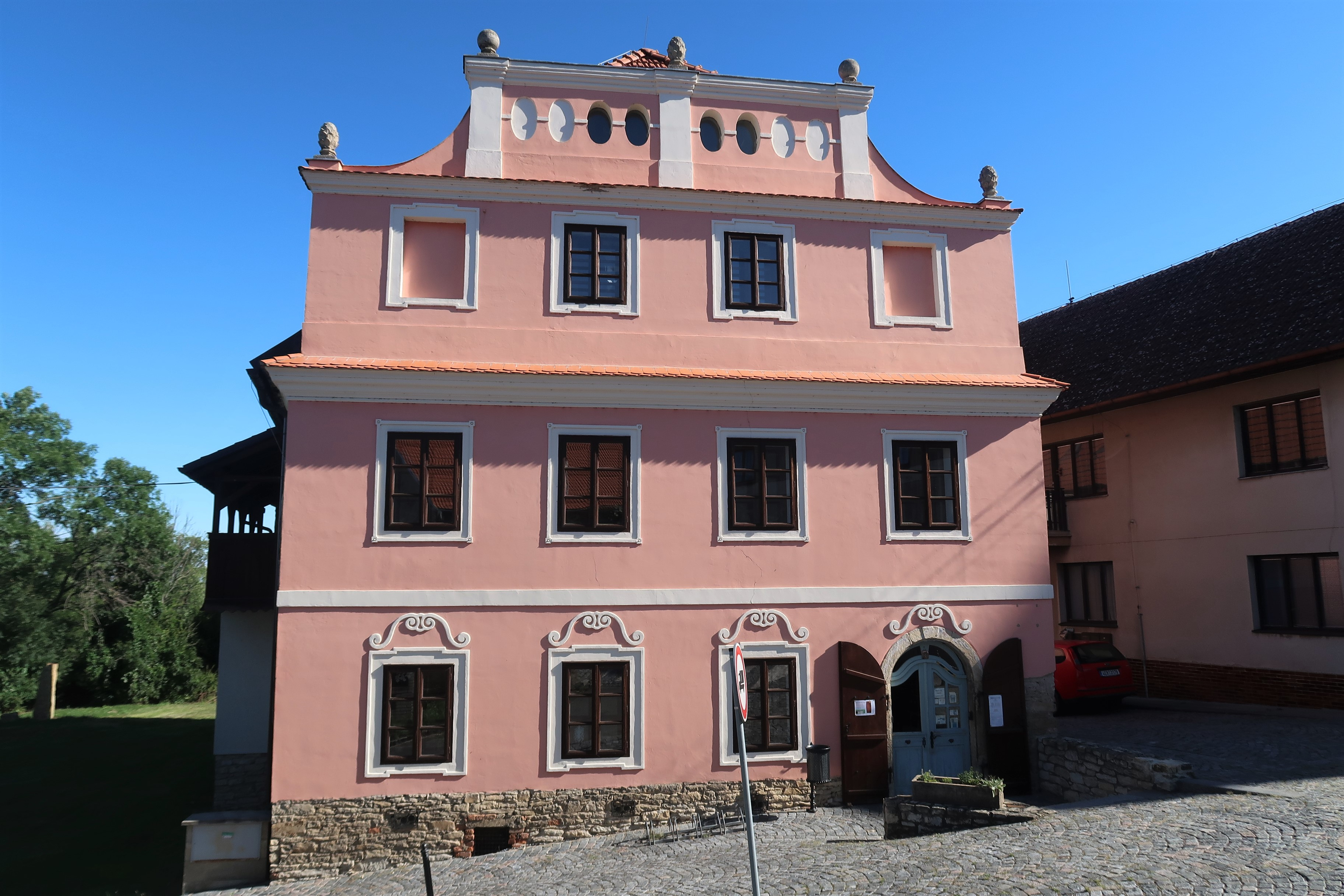
Budova Základní umělecké školy v Komenského ulici
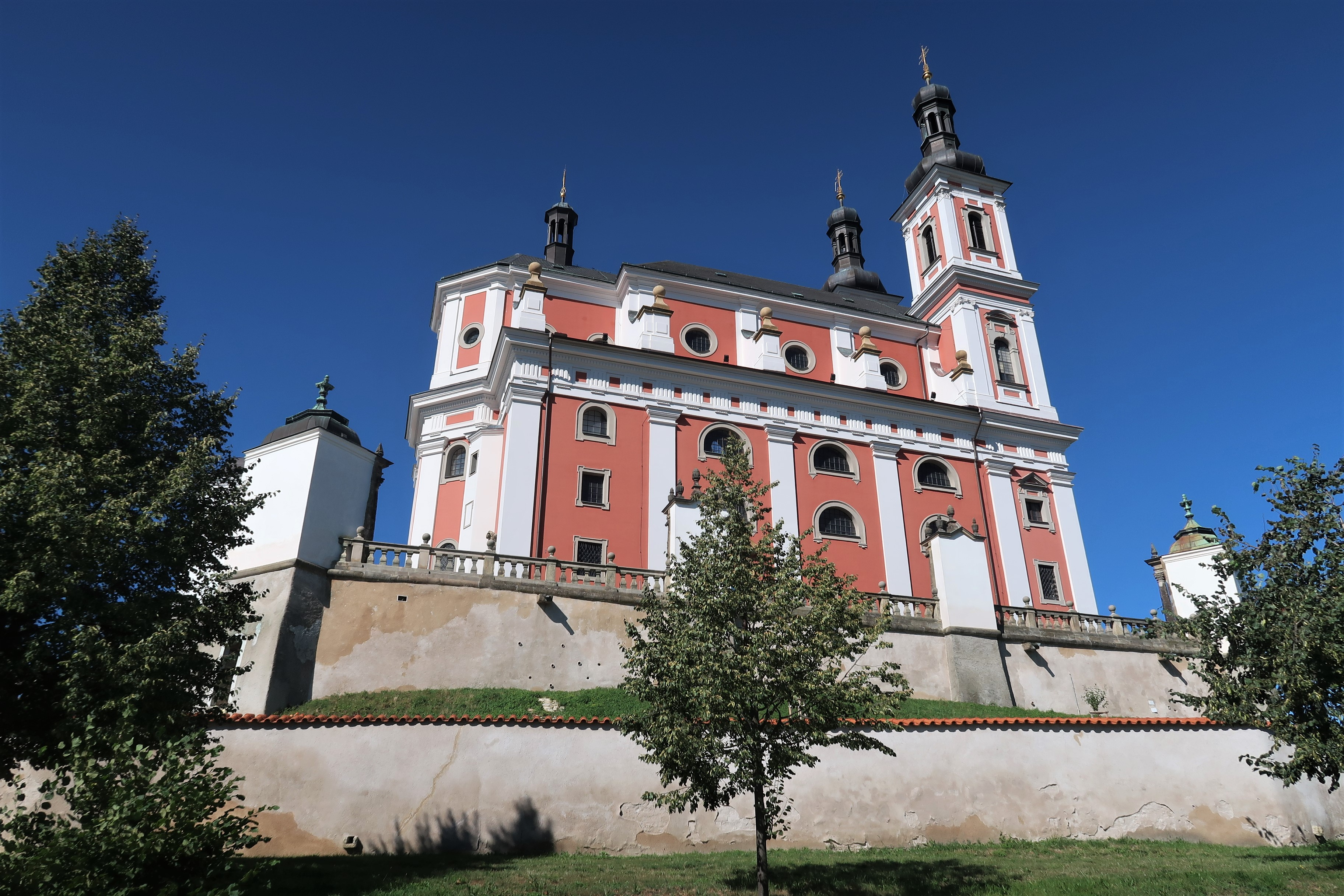
Poutní chrám Panny Marie Pomocné na Chlumku
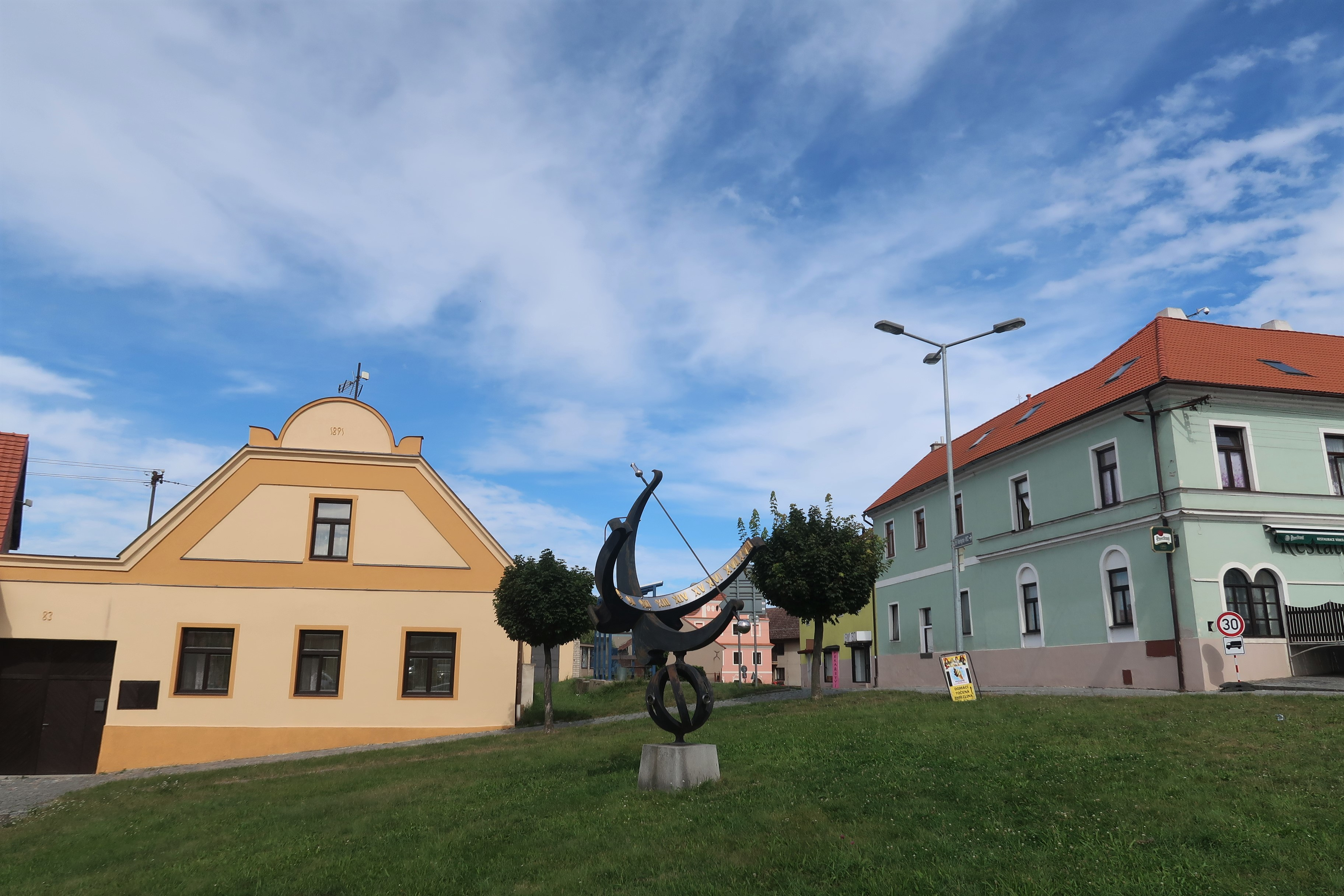
Sluneční hodiny na náměstí, vpravo radnice
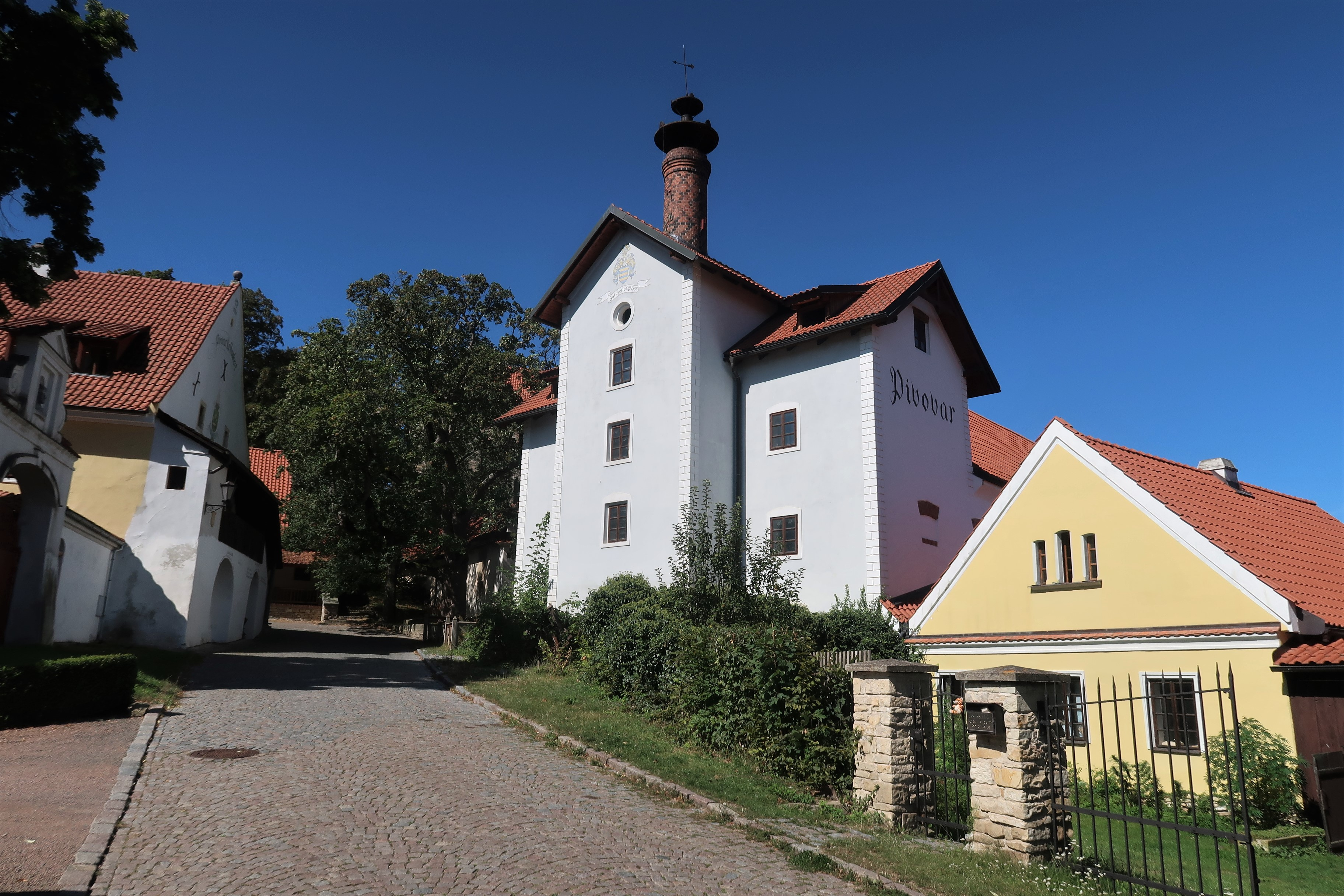
Areál bývalého pivovaru v místní části Košumberk
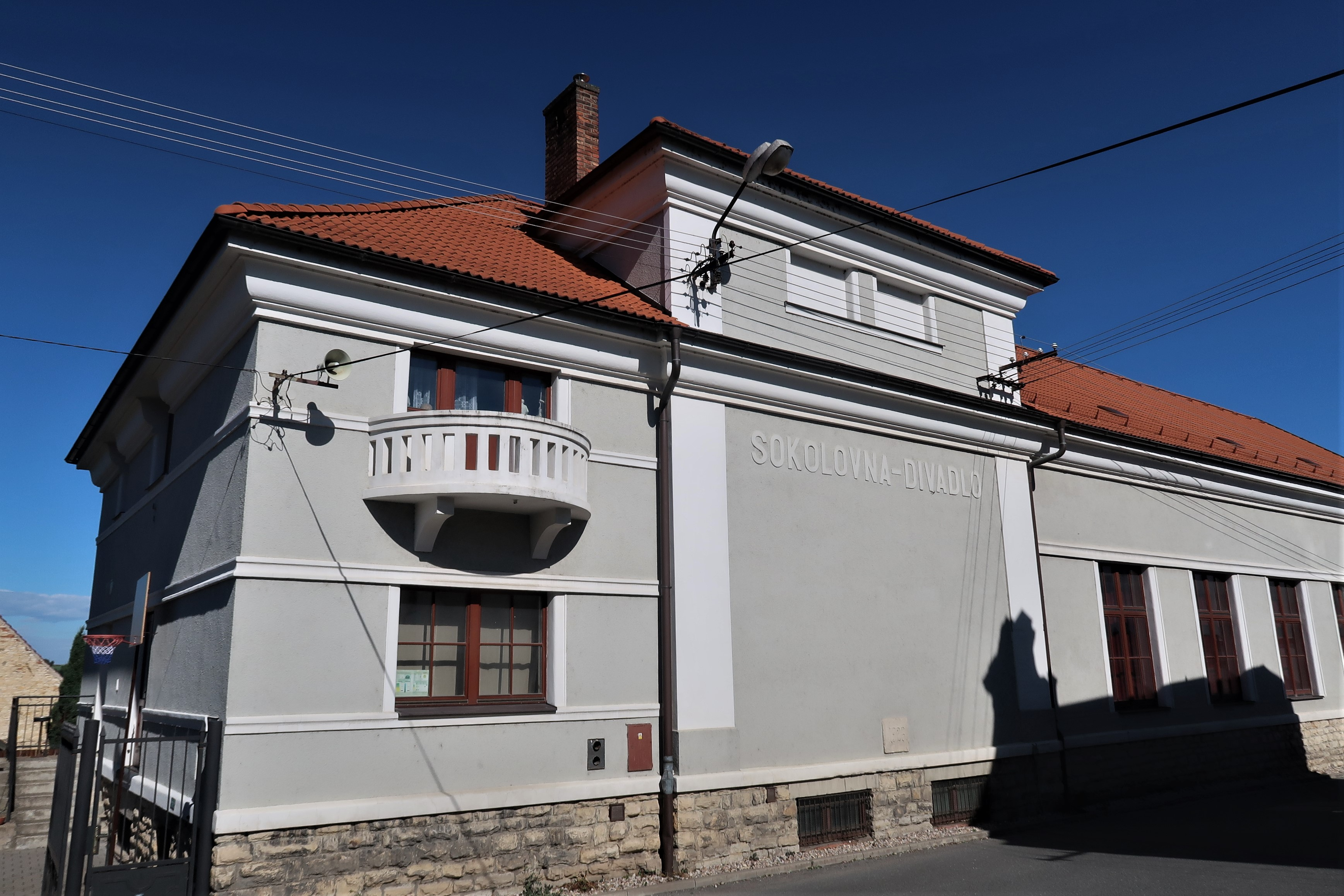
Sokolovna z roku 1925 v Dolské ulici
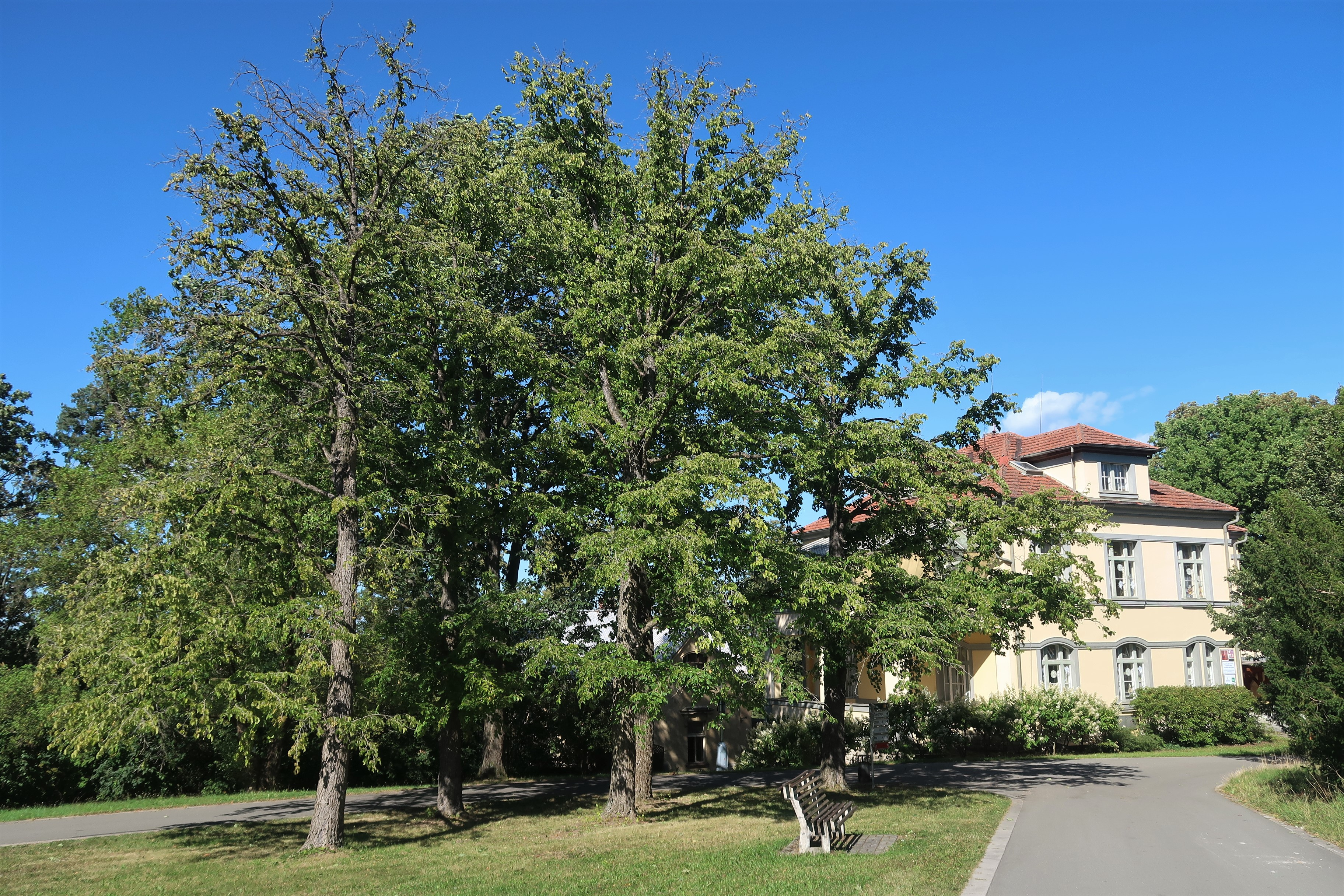
Areál Hamzovy odborné léčebny, vpravo budova Muzea zdravotnictví
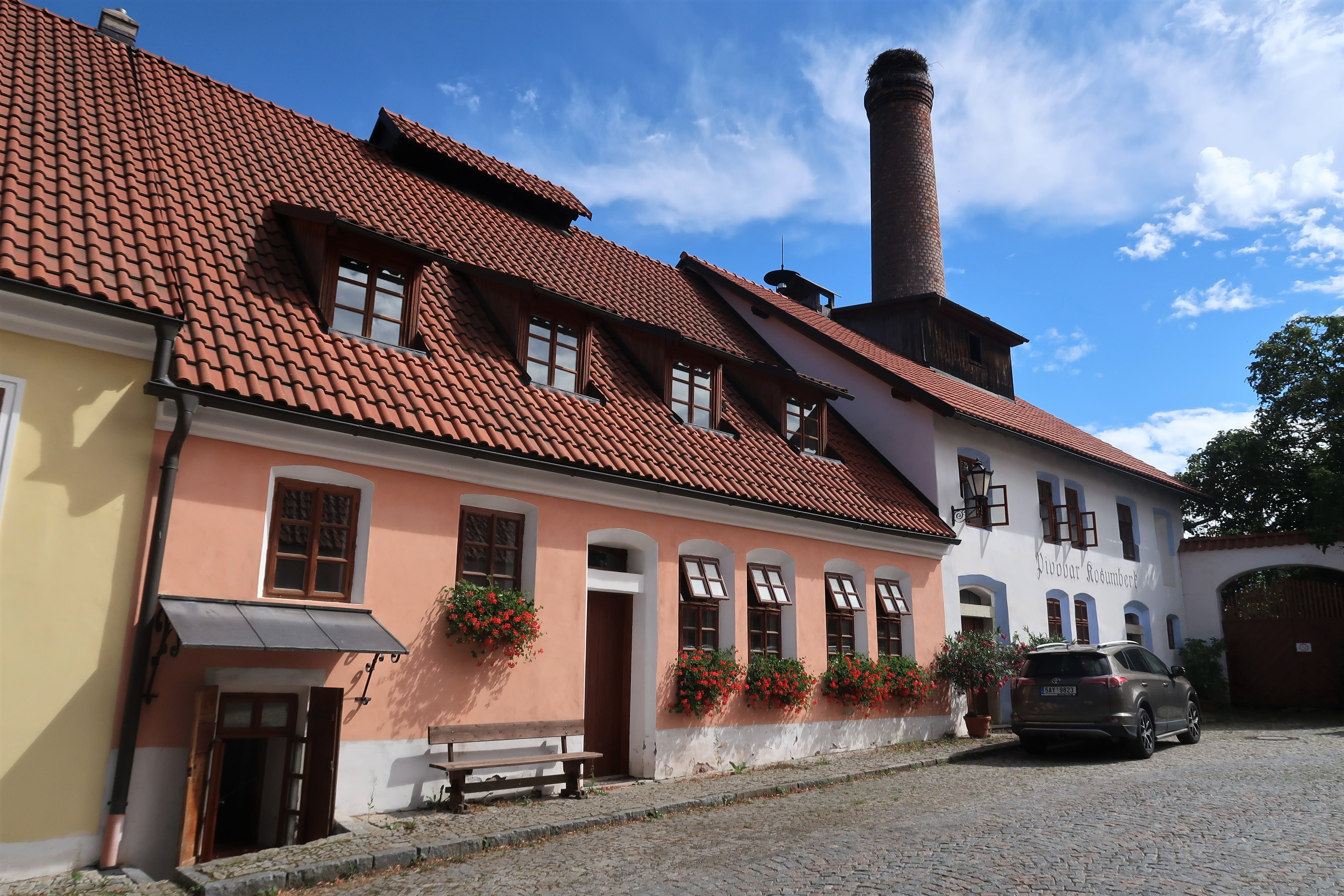
Areál bývalého pivovaru v místní části Košumberk
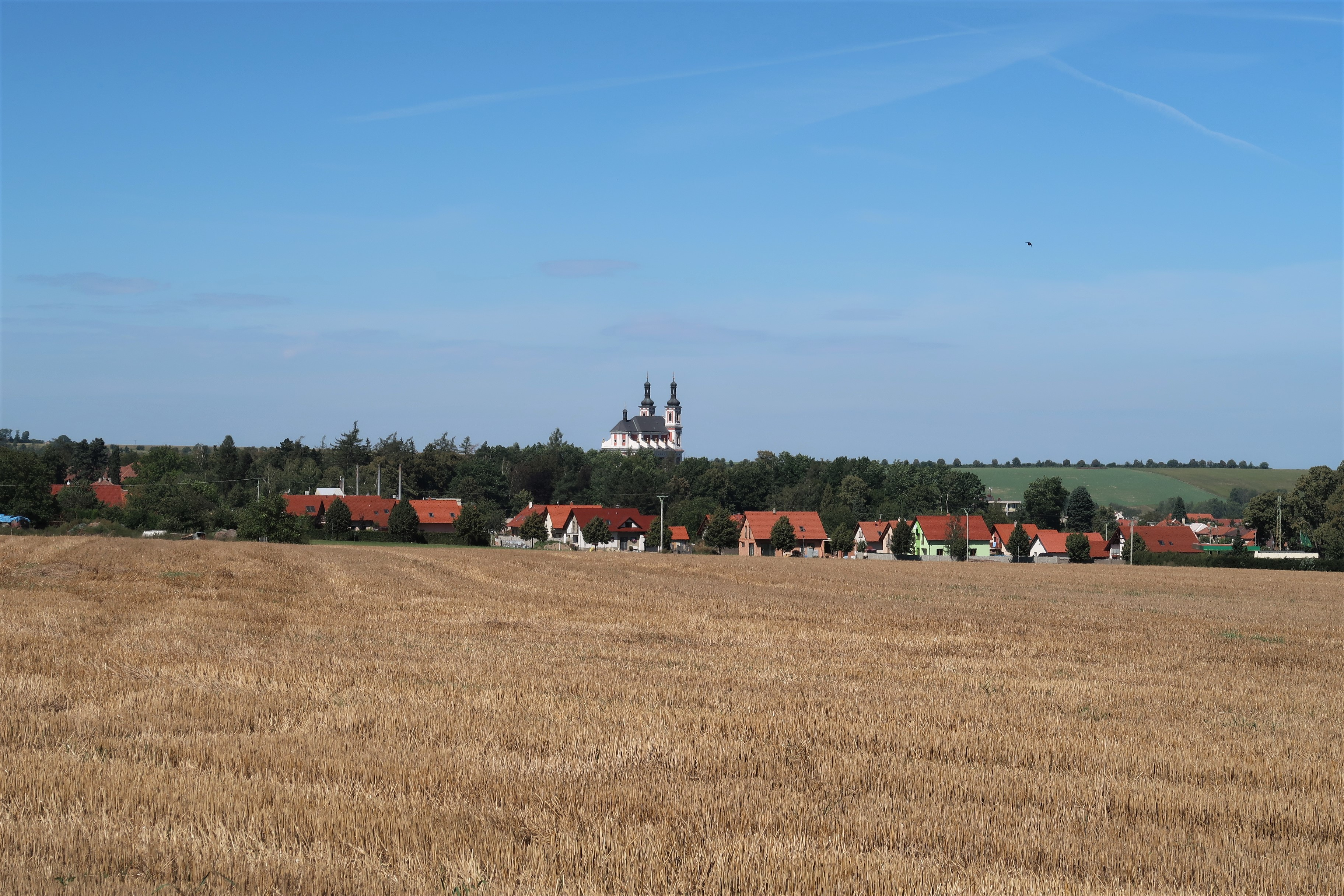
Pohled na Luži z místní části Košumberk
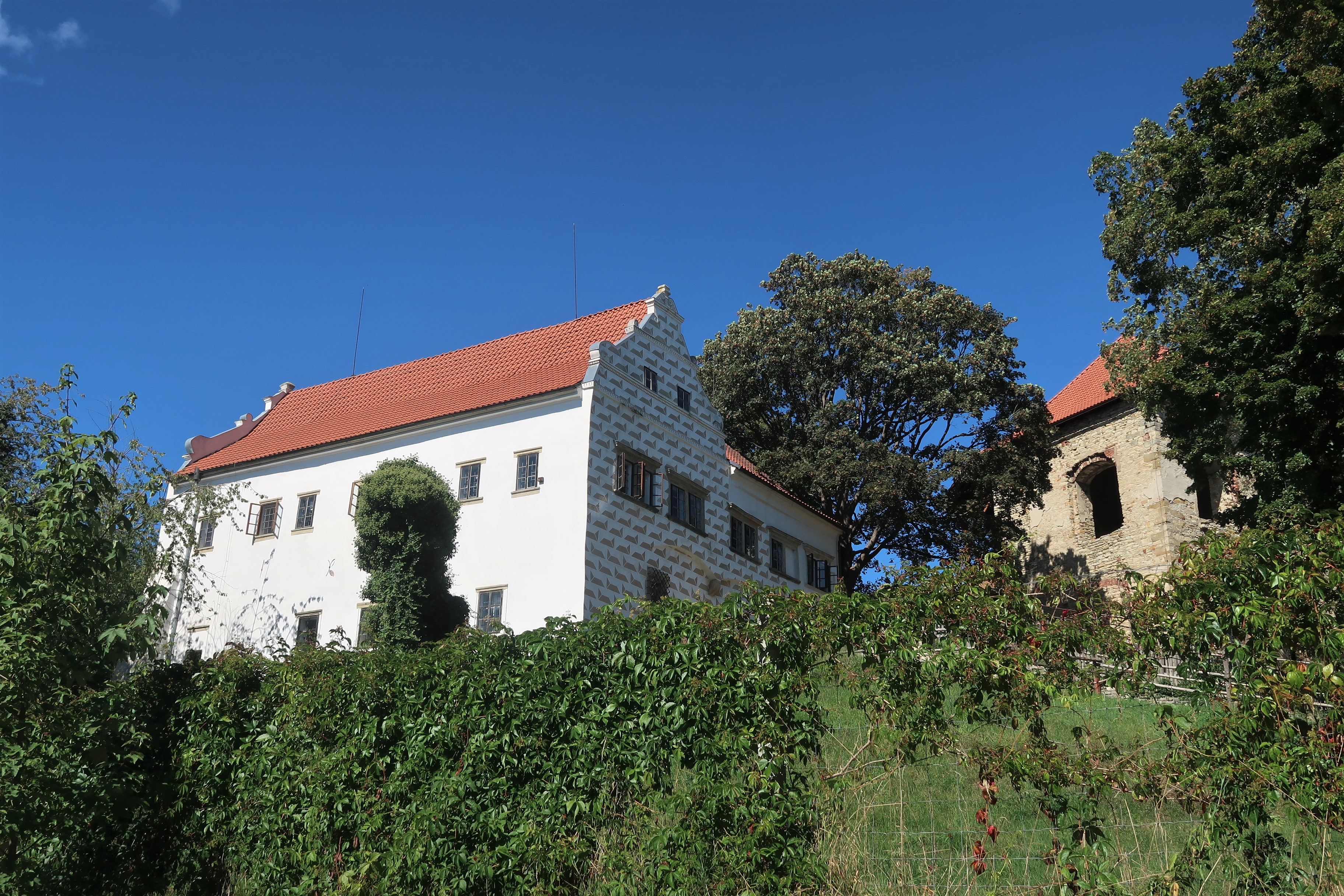
Budova purkrabství na hradě Košumberk
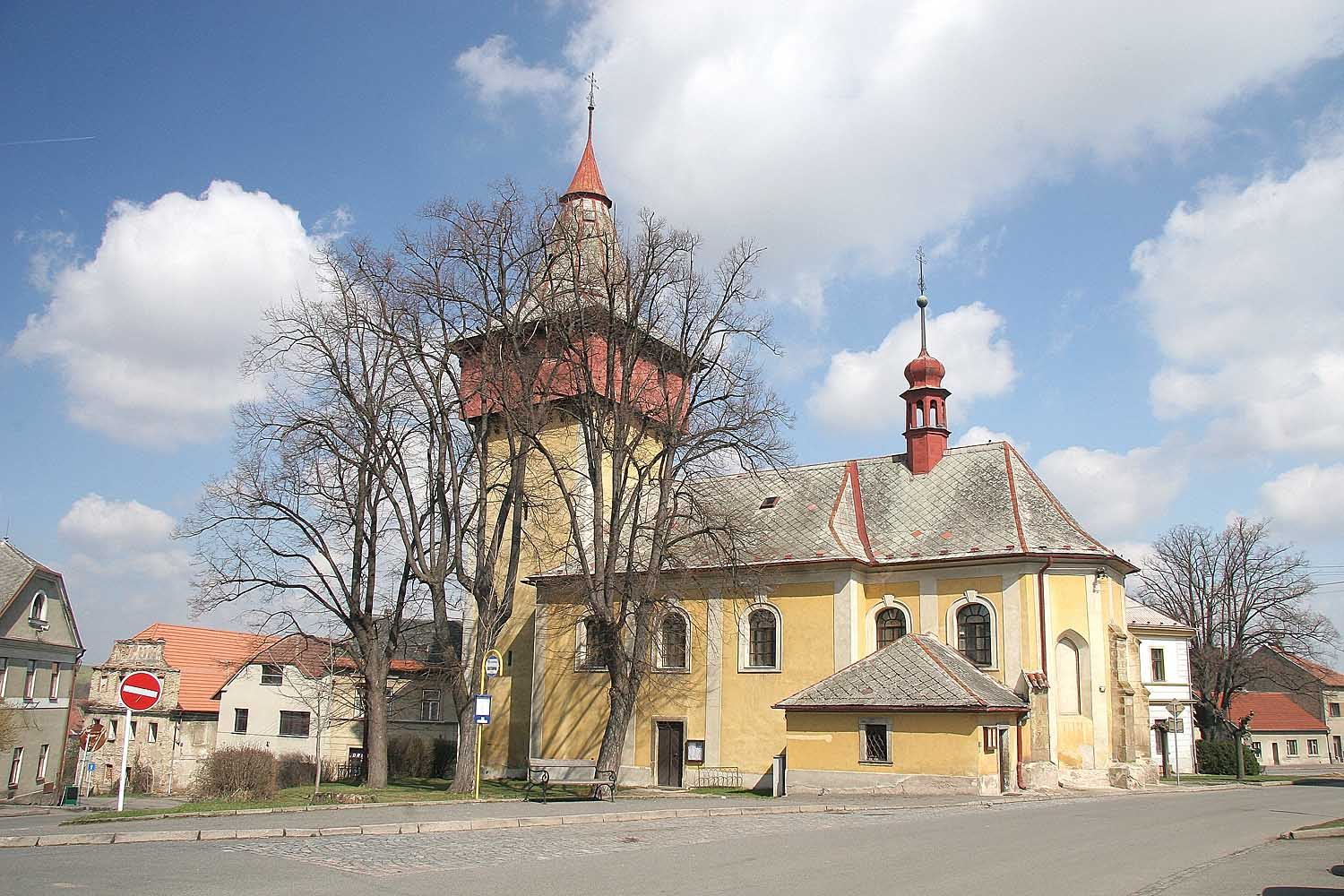
Farní kostel Svatého Bartoloměje v Luži
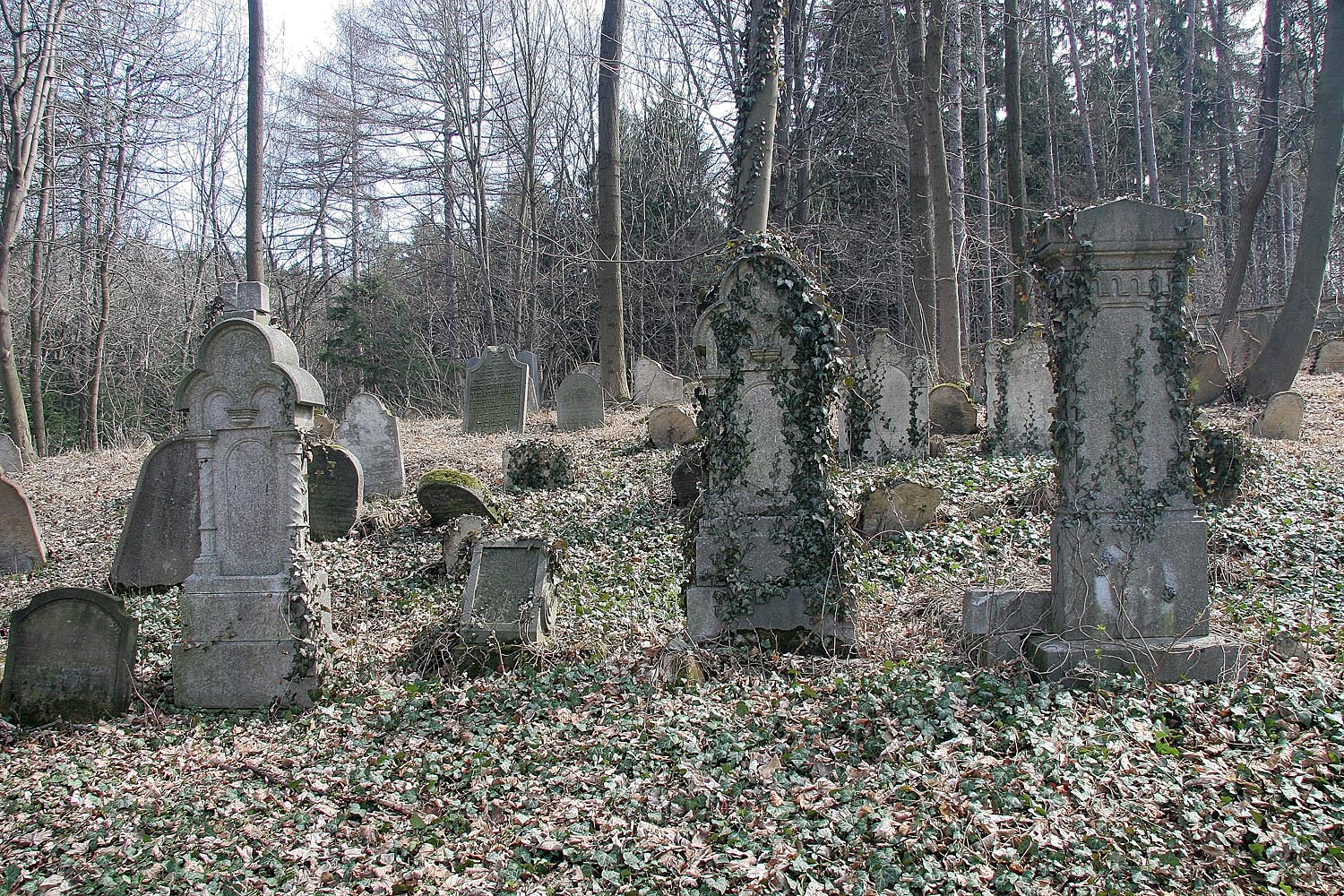
židovský hřbitov v Luži
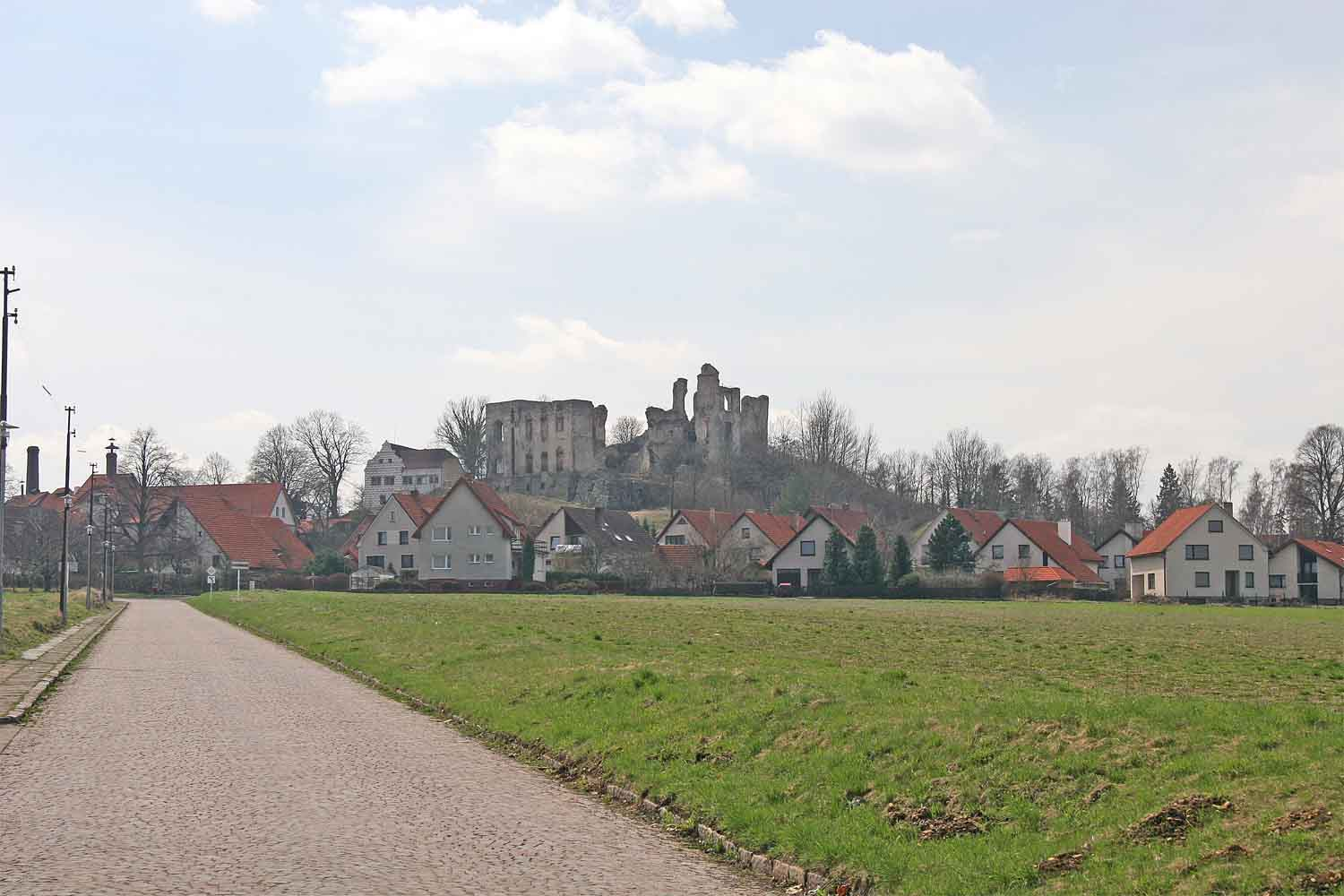
zřícenina hradu Košumberk
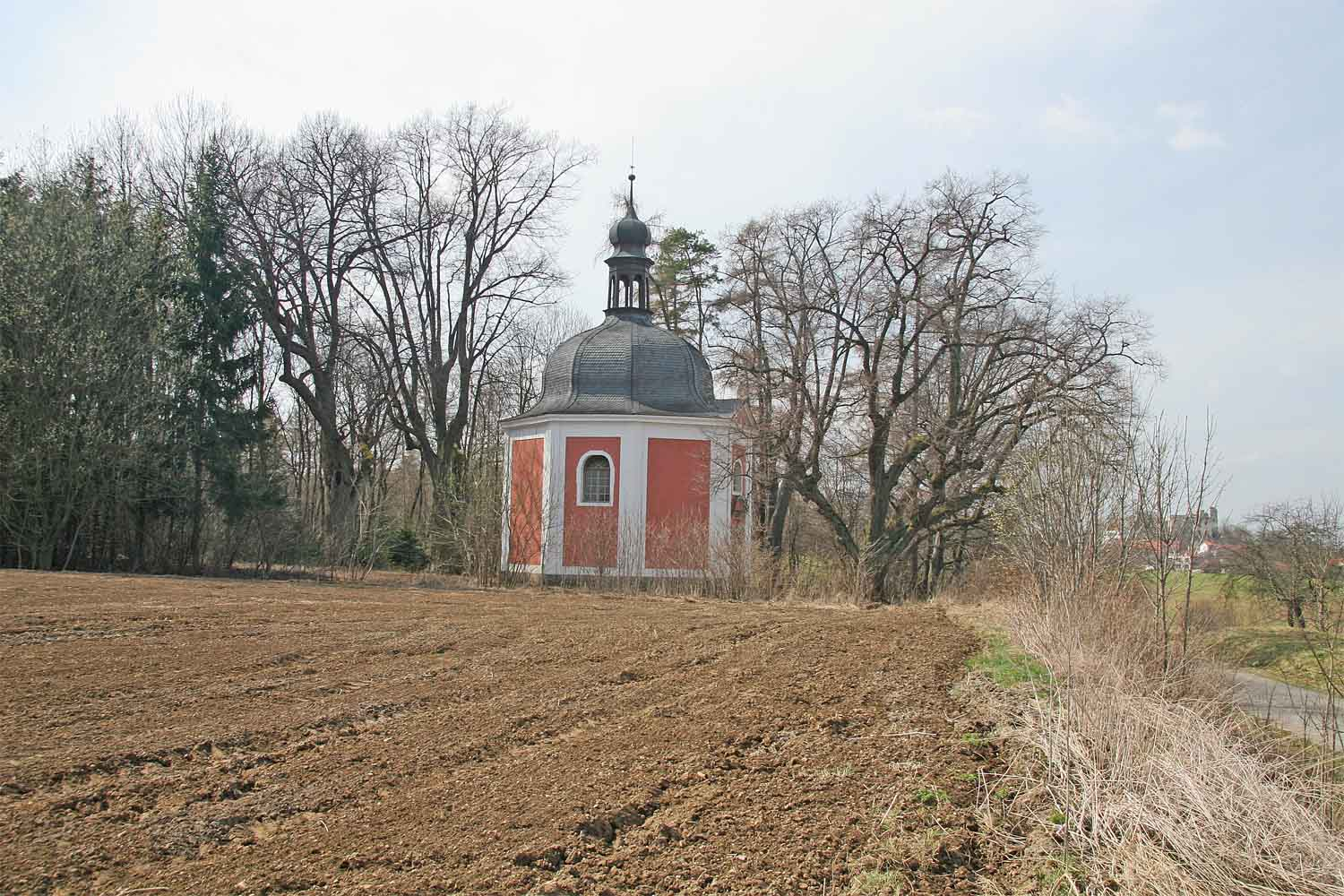
Paletínská kaple Čtrnácti pomocníků u Luže

## Významní rodáci
- František Klapálek (1863–1919), entomolog, první předseda České entomologické společnosti
- Josef Gruber (1865–1925), ekonom, děkan právnické fakulty Univerzity Karlovy, ministr sociální péče 1920–1921
- Josef Červinka (1915–2003), překladatel, rozhlasový režisér a herec.
- František Čečetka (1917–1982), spisovatel
- Zdeněk Němeček (1931–1989), sochař